# Белянино (Курганская область)
Белянино — деревня в Лебяжьевском районе Курганской области. Входит в состав Плосковского сельсовета.

## История
В 1964 г. Указом Президиума ВС РСФСР деревня Копай 2-й переименована в Белянино.

## Население
| 1989 | 2002 | 2010 |
| ---- | ---- | ---- |
| 302  | ↘230 | ↘148 |